# Kultivary jalovců
Četné druhy rodu jalovec (Juniperus) jsou pěstovány jako okrasné dřeviny. Pro tyto účely bylo vyšlechtěno značné množství kultivarůː

## Juniperus communis

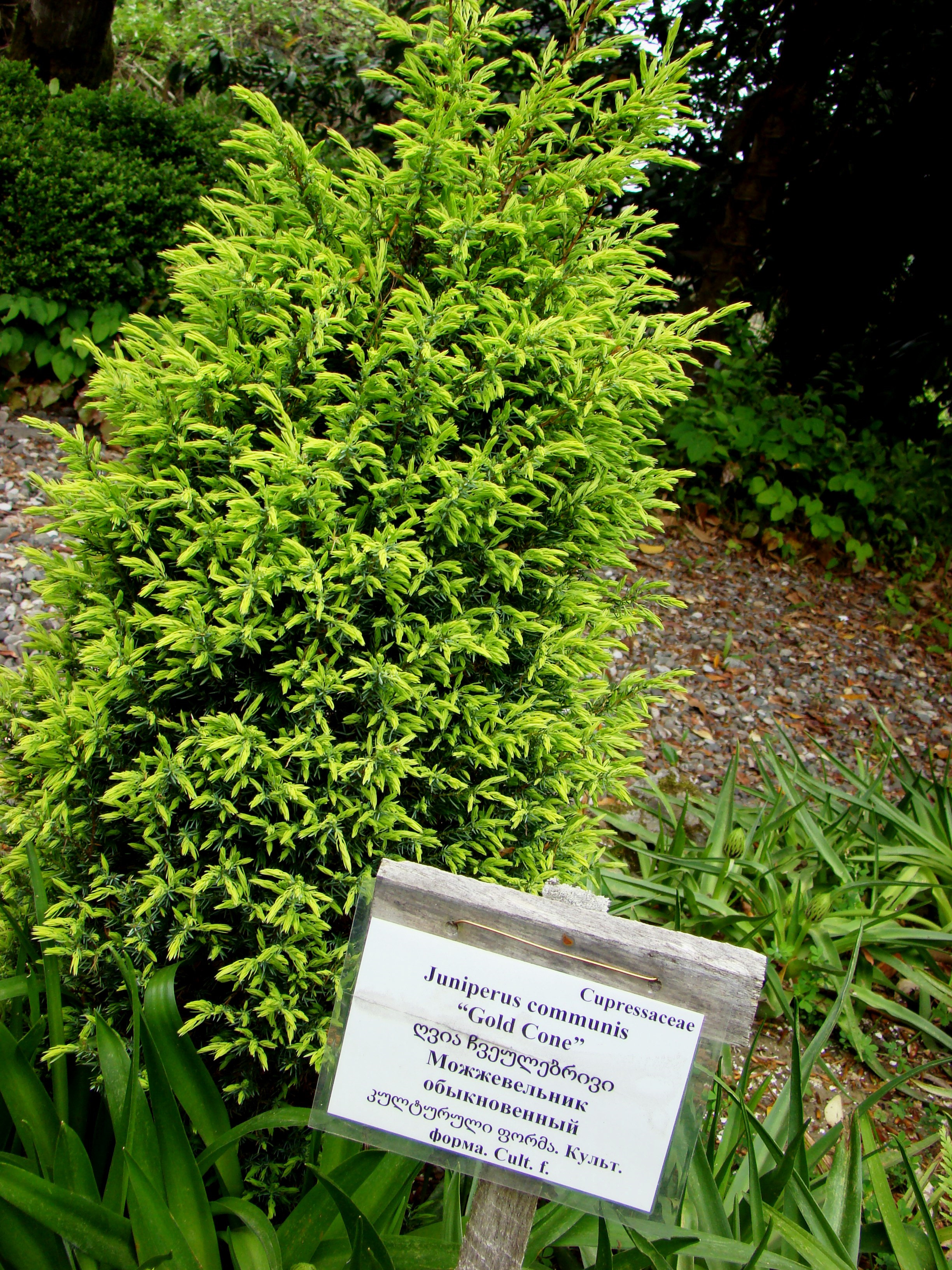
Juniperus communis 'Gold Cone'

Kultivary druhu jalovec obecný (Juniperus communis)
- 'Depressed Star' - zelené jehlice, přitisklý poléhavý keř [1]
- 'Bruns' - modrozelené jehlice, úzký sloupovitý tvar
- 'Berkshire' bronzově zelené jehlice, výška 15-30 šířka 90-120 cm, pH půdy 5.1-7.8 ,rozmnožování pouze vegetativně, řízky. http://davesgarden.com/guides/pf/go/96581/
- 'Candelabrica' šedozelené jehlice, , vzpřímené větve, šířeji kuželovitý tvar,převislé větve
- 'Candelabriformis' šedozelené jehlice, převislé větve
- 'Conspicua' šedozelené jehlice, šířeji kuželovitý tvar
- 'Controversa' šedozelené jehlice, úzký sloupovitý tvar
- 'Cracovica' šedozelené jehlice, úzký sloupovitý tvar
- Juniperus communis var. depressa šedozelené jehlice
- 'Dumosa' šedozelené jehlice , přitisklý poléhavý keř
- 'Gimborn' šedozelené jehlice
- 'Dumosa' šedozelené jehlice
- 'Erecta', úzký sloupovitý tvar,
- Juniperus communis var. depresa zelené jehlice, přitisklý poléhavý keř
- Juniperus communis var. hemisphaerica šedozelené jehlice, malý kulatý kompaktní keř
- Juniperus communis var. hondoensis šedozelené jehlice
- 'Hornibrooki' šedozelené jehlice
- 'Dumosa' šedozelené jehlice s bělavou kresbou
- Juniperus communis var. jackii šedozelené jehlice s namodralým nádechem
- 'Jensen' šedozelené jehlice
- 'Meyer' šedozelené jehlice
- Juniperus communis var. montana šedozelené jehlice
- Juniperus communis var. nipponica, forma oblonga šedozelené jehlice
- 'Obonga pendula' šedozelené jehlice, převislé větve
- 'Pendula' šedozelené jehlice, 4m vysoký, převislý stromovitý keř, převislé větve
- 'Pendula Viridis' zelené jehlice, 4-8 m vysoký, stromovitý keř, převislé větve
- 'Pendulina' šedozelené jehlice. převislé větve
- 'Prostrata' šedozelené jehlice se stříbrnou kresbou, nízký tvar
- 'Sentinel' šedozelené jehlice, úzký sloupovitý tvar
- 'Weckii' šedozelené jehlice, úzce kuželovitý tvar
- 'Echiniformis' - modrozelené jehlice
- 'Erecta' - modrozelené jehlice
- 'Hibernica' - modrozelené jehlice, sloupovitý tvar
- 'Pyramidalis' - modrozelené jehlice, úzký sloupovitý tvar
- 'Silver Lining' - modrozelené jehlice se stříbrnou kresbou
- 'Suecica' - modrozelené jehlice, úzký sloupovitý tvar do 5m
- 'Suecica Nana' - modrozelené jehlice se stříbrnou kresbou, úzký sloupovitý tvar , do 3m
- 'Vase' - bělavě pestré jehlice, rozložitý nepravidelný tvar
- 'Aurea' - žlutopestré jehlice, vzpřímené větve,kuželovitý tvar
- 'Laxa' - žlutozelené jehlice, vzpřímené větve, úzce kuželovitý tvar
- 'Arnold' úzký sloupovitý tvar
- 'Compressa' úzce sloupovitý nízký kultivar, do 2 m

## Juniperus chinensis
Kultivary druhu jalovec čínský (Juniperus chinensis)
- 'Ames' kuželovitý keř vysoký 6 - 10 široký 4 - 5 m
- 'Arbuscula' kuželovitý keř vysoký 6 - 10 široký 4 - 5 m
- 'Blue Cloud' nepravidelný rozložitý keř vysoký 1 - 1,5 m, široký 2,5 - 3 m
- 'Aurea' 5-8m výška, 1m šířka, nažloutlý, světlá zlatavá barva mladých jehlic
- 'Japonica' nízký, vysoký 50- 60cm ,široký 2m (někdy až 5m) žlutavá barva mladých jehlic, podobný zelenějšímu kultivaru 'Oblonga'
- 'Kaizuka' 5-8m výška, 1m šířka, zelený, pěstován pro nepravidelný tvar

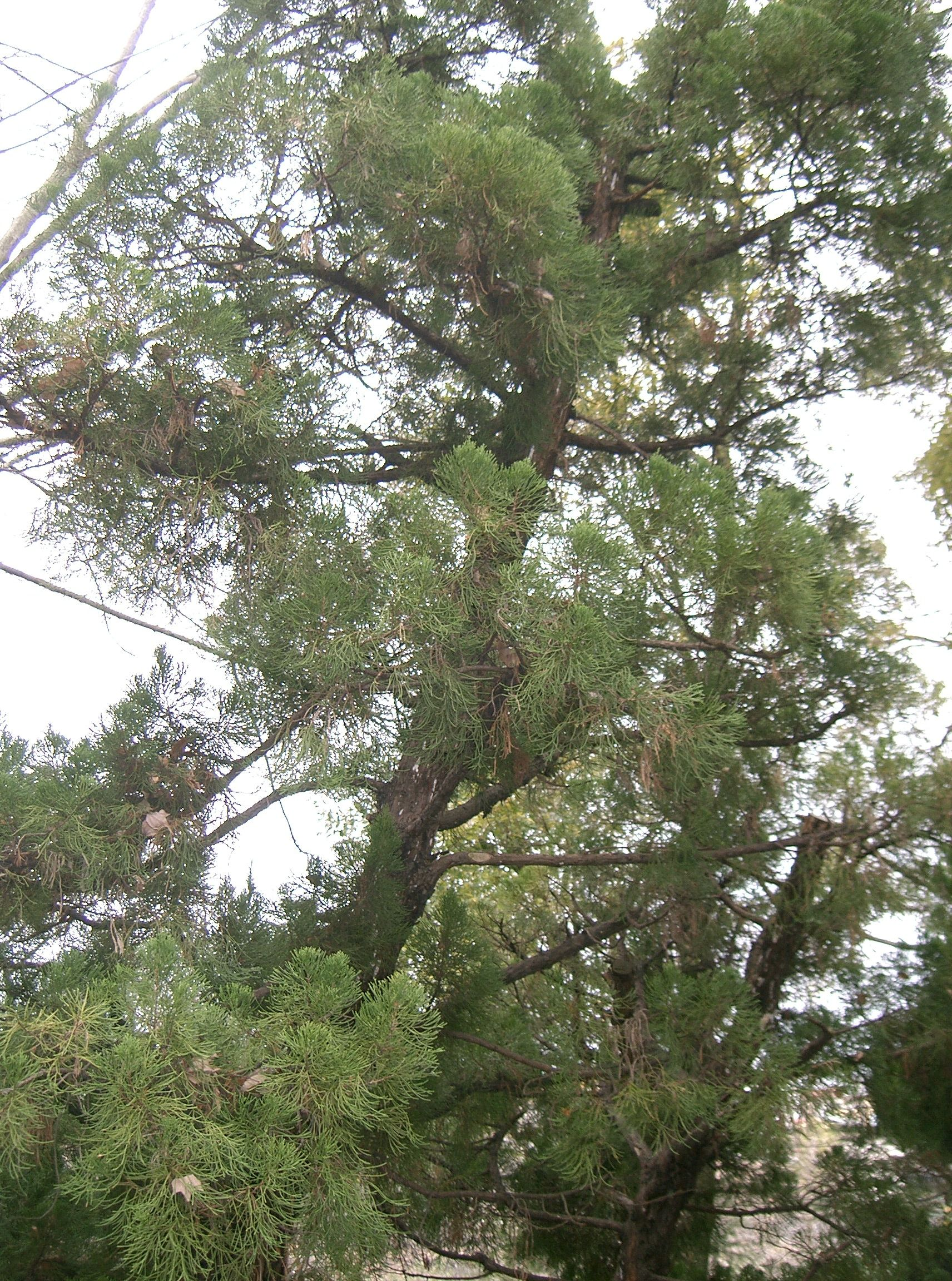
Juniperus chinensis 'Kaizuka'

- 'Pyramidalis' 3-4m výška, 1,5 - 2m šířka, modrozelený kuželovitý keř, podobný Chamaecyparis lawsoniana 'Elwoodii'. Někdy prodáván také jako lepší varianta místo Juniperus communis 'Stricta'
- 'Blue Alps' výška 3-5 m, šířka 2-2,5 m, jehlice zelenošedé, vyžaduje výsluní, půda humózní, živná pH 5.6 - 7.8 kyselá až mírně alkalická, rozmnožování řízky. http://davesgarden.com/guides/pf/go/80147/
- 'Armstrong' výška 90-120 cm, šířka 1.2-1.8 m, jehlice zelené, vyžaduje výsluní, půda humózní, živná pH 5.6 - 7.8 kyselá až mírně alkalická, rozmnožování řízky. Kříženec (J. chinensis x J. sabina) http://davesgarden.com/guides/pf/go/171751/
- 'Blue and Gold' - výška 2-3 m, šířka 2-2,5 m, jehlice zelené, vyžaduje výsluní, půda humózní, živná pH 5.6 - 7.8 kyselá až mírně alkalická, rozmnožování řízky. http://davesgarden.com/guides/pf/go/178313/
- 'Blue Point' - výška 3,5 - 5 m, šířka 2-2,5 m, jehlice stříbřitě zelené, vyžaduje výsluní, půda humózní, živná pH 5.6 - 7.8 kyselá až mírně alkalická, rozmnožování řízky. http://davesgarden.com/guides/pf/go/60701/
- 'Femina' - výška 4,5 - 6 m, šířka 1,2-2 m, jehlice stříbřitě zelené, vyžaduje výsluní, půda humózní, živná pH 5.6 - 7.8 kyselá až mírně alkalická, rozmnožování řízky. Odolnější proti suchu, vhodný pro xerofytní zahrady. http://davesgarden.com/guides/pf/go/80148/
- 'Gold Coast' - výška 60 -90 cm, šířka 1-2 m, jehlice stříbřitě zelené, vyžaduje výsluní, půda humózní, živná pH 6 - 7 kyselá až neutrální, rozmnožování řízky. http://davesgarden.com/guides/pf/go/132048/
- 'Gold Lace' - výška 60 -90 cm, šířka 1-2 m, jehlice stříbřitě zelené, vyžaduje výsluní, půda humózní, živná pH 6 - 7 kyselá až neutrální, rozmnožování roubováním. http://davesgarden.com/guides/pf/go/164545/
- 'Gold Star'výška 60 -90 cm, šířka 1-2 m, jehlice stříbřitě zelené, vyžaduje výsluní, půda humózní, živná pH 6 - 7 kyselá až neutrální, rozmnožování roubováním. http://davesgarden.com/guides/pf/go/164546/
- 'Gold Tip' výška 60 -90 cm, šířka 1-2 m, jehlice stříbřitě zelené, vyžaduje výsluní, půda humózní, živná pH 6 - 7 kyselá až neutrální, rozmnožování roubováním. <http://davesgarden.com/guides/pf/go/164547/
- 'Golden Blaauw' výška 4,5 -6m, šířka 1,2-2 m, jehlice modrozelené a zlatožluté, vyžaduje výsluní, půda humózní, živná pH 5,6 - 7 kyselá až neutrální, rozmnožování řízkováním.http://davesgarden.com/guides/pf/go/96585/
- 'Columnaris' výška 6 - 10 m, šířka 2,5 - 3 m
- 'Den Boer' -
- 'Echiniformis'
- 'Excelsior'
- 'Fairview'
- 'Globosa' výška 0,5 - 1 m, šířka 1 - 1,5 m
- 'Globosa Cinerea'
- 'Golden Saucer'
- 'Hetzii' v mládí nízký, později středně vysoký široce silně rostoucí keř , výška 1.5- 2m (maximálně 3m), široký 2-4m (až 5m) modrozelená barva mladých jehlic, často pěstovaný, vhodný do skupin. Nehodí se do malých zahrad.
- 'Hetzii Columnaris' výška 1.8-2.4 m, šířka 90-120 cm, jehlice modrozelené , vyžaduje výsluní, půda humózní, živná pH 5,6 - 7 kyselá až neutrální, rozmnožování řízkováním. http://davesgarden.com/guides/pf/go/126084/
- 'Iowa'
- 'Jacobinianä́'
- 'Japonica'
- 'Keteleerii'
- 'Leeana'
- 'Maney'
- 'Mas'
- 'Mathot'
- 'Mint Julep'
- 'Mission Spire'
- 'Monarch '
- 'Moraine'
- 'Mountbatten'
- 'Neaboriensis '
- 'Obelisk ' výška 3 - 4 m, šířka 1,5 - 2 m

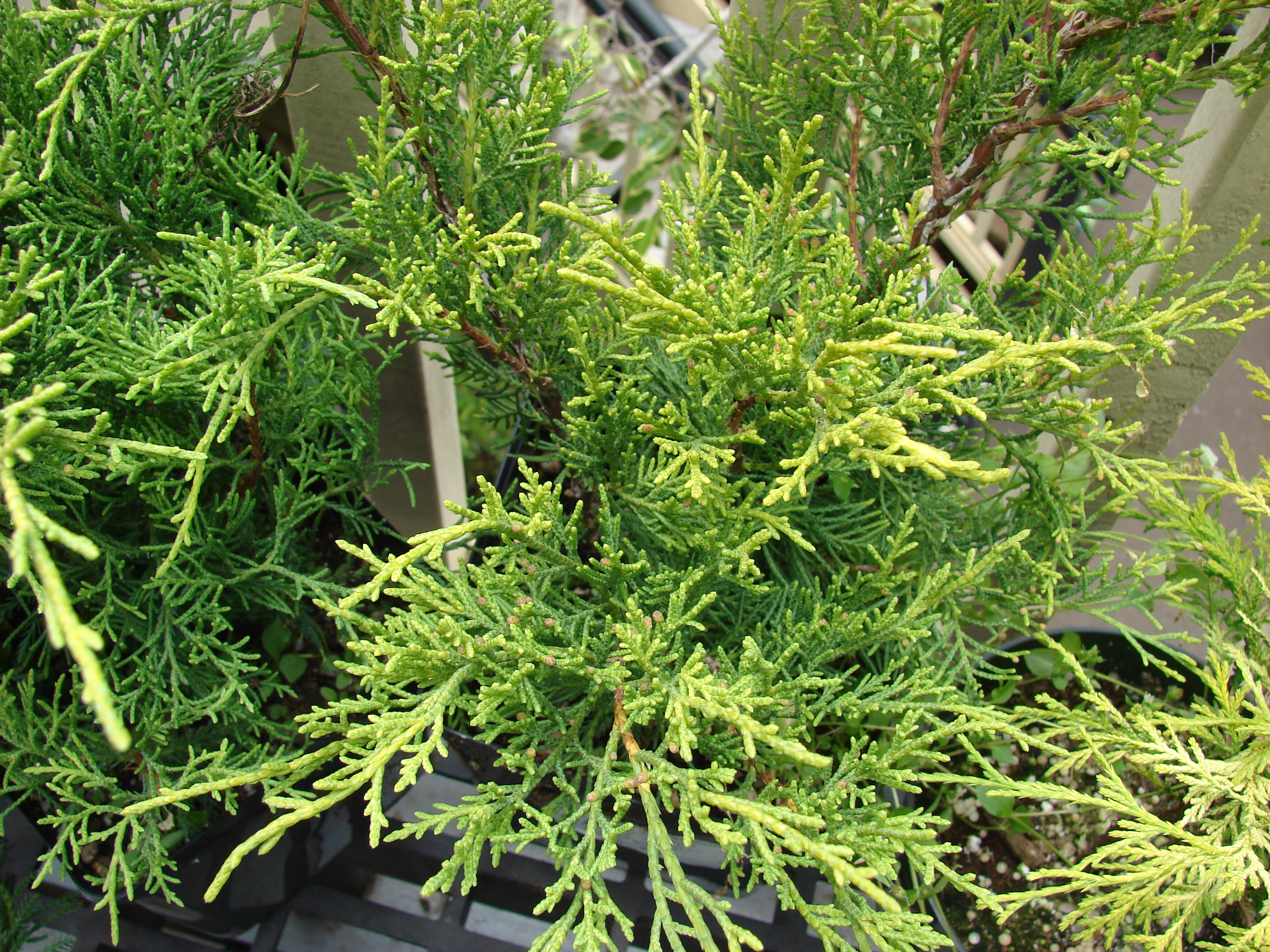
Juniperus chinensis 'Old Gold'

- 'Old Gold' - sport Juniperus × media 'Pfitzeriana Aurea' , který má na rozdíl od původního kultivaru kompaktnější a pomalejší růst. V mládí je nízký, později středně vysoký široce rostoucí keř , výška 1.5- 2m (maximálně 3m), široký 2-4m (až 5m), žlutá a žlutozelená barva mladých jehlic je velmi dekorativní, často pěstovaný, vhodný do skupin. Lze jej použít do malých zahrad, obzvláště je li pravidelně řezán.
- 'Olympia'
- 'Pendula'

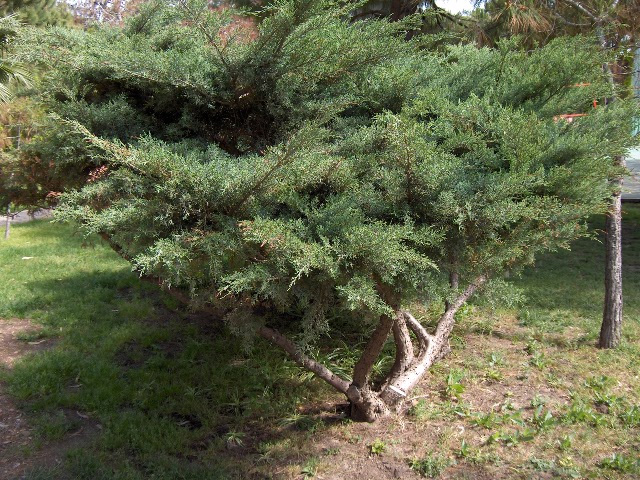
Juniperus chinensis 'Pfitzeriana', vyholená odspodu, špatně udržovaná

- 'Pfitzeriana' velmi oblíbený jehličnatý, široce rostoucí keř, výška 3- 4 m, široký 0.5-1m modrozelená barva mladých jehlic během celého roku, nepravidelný tvar, rychle roste, vhodný do přírodně krajinářských parků a větších úprav.Lze jej snadno upravovat řezem.
- 'Pfitzeriana Aurea' v mládí nízký, později středně vysoký široce silně rostoucí keř , výška 1.5- 2m (maximálně 3m), široký 2-4m (až 5m) žlutá a žlutozelená barva mladých jehlic je velmi dekorativní, často pěstovaný, vhodný do skupin. Nehodí se do malých zahrad, vhodný do přírodně krajinářských parků a větších úprav. Lze jej snadno upravovat řezem.
- 'Pfitzeriana Compacta'
- 'Pfitzeriana Glauca' výška 1.2-1.8 m, široký 1.8-2.4 m modrozelená barva mladých jehlic během celého roku, nepravidelný tvar, rychle roste, vhodný do přírodně krajinářských parků a větších úprav.Lze jej snadno upravovat řezem.
- 'Plumosa' nízký , široce opačně kuželovitý keř, výška 1-3 (až 4) m , široký 1-1.5m http://dendro.mojzisek.cz/druh.php?id=210
- 'Plumosa Albovariegata' nízký, široce opačně kuželovitý keř, výška 0.5 -1 m , široký 1-2m, pomalu roste, bílozelená barva mladých jehlic.
- 'Plumosa Aurea ' nízký, široce opačně kuželovitý keř, výška 1(až 4) m , široký 1-1.5m jeho žlutá a žlutozelená barva mladých jehlic je velmi dekorativní.
- 'Plumosa Aureovariegata' nízký, široce opačně kuželovitý keř, výška 1(až 4) m , široký 1-1.5m, žlutá a žlutozelená barva mladých jehlic
- 'Richeson'
- 'Rockery Gem'
- 'San José' keř vysoký 45-60 cm m , široký 1.8-2.4 m
- 'Sheppardii'
- 'Shimpaku'
- 'Shoosmith'
- 'Stricta'
- 'Sulphur Spray'
- 'Variegata'
- 'Wilson's Weeping'
- var. sargentii
- var. sargentii 'Compacta'
- var. sargentii 'Glauca'
- var. sargentii 'Viridis'

## Juniperus davurica
Kultivary druhu jalovec davurský (Juniperus davurica)
- 'Expansa Aureospicata' nízký jehličnan, 20- 30 (75)cm vysoký, široký 1- 2m šířka (až 2.5m) atraktivní žlutavá barva nejmladších jehlic. Také pod názvem 'Expansa Variegata'
- 'Expansa' nízký, poléavý keř, vysoký 0,25 - 0,5 m, široký 2,5 - 3 m
- 'Expansa Variegata' synonymum 'Expansa Aureospicata'

## Juniperus horizontalis

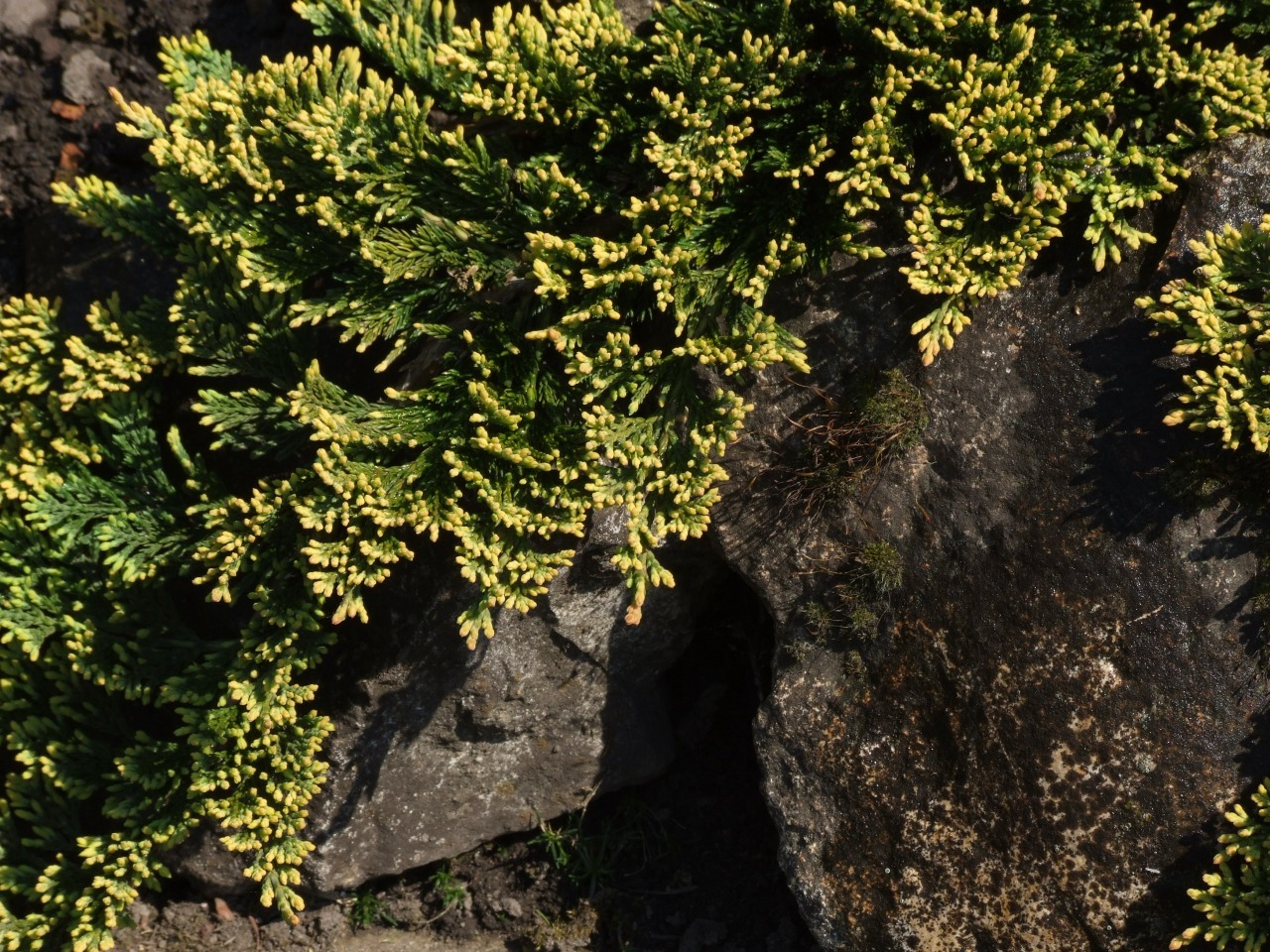
Juniperus horizontalis 'Golden Carpet'

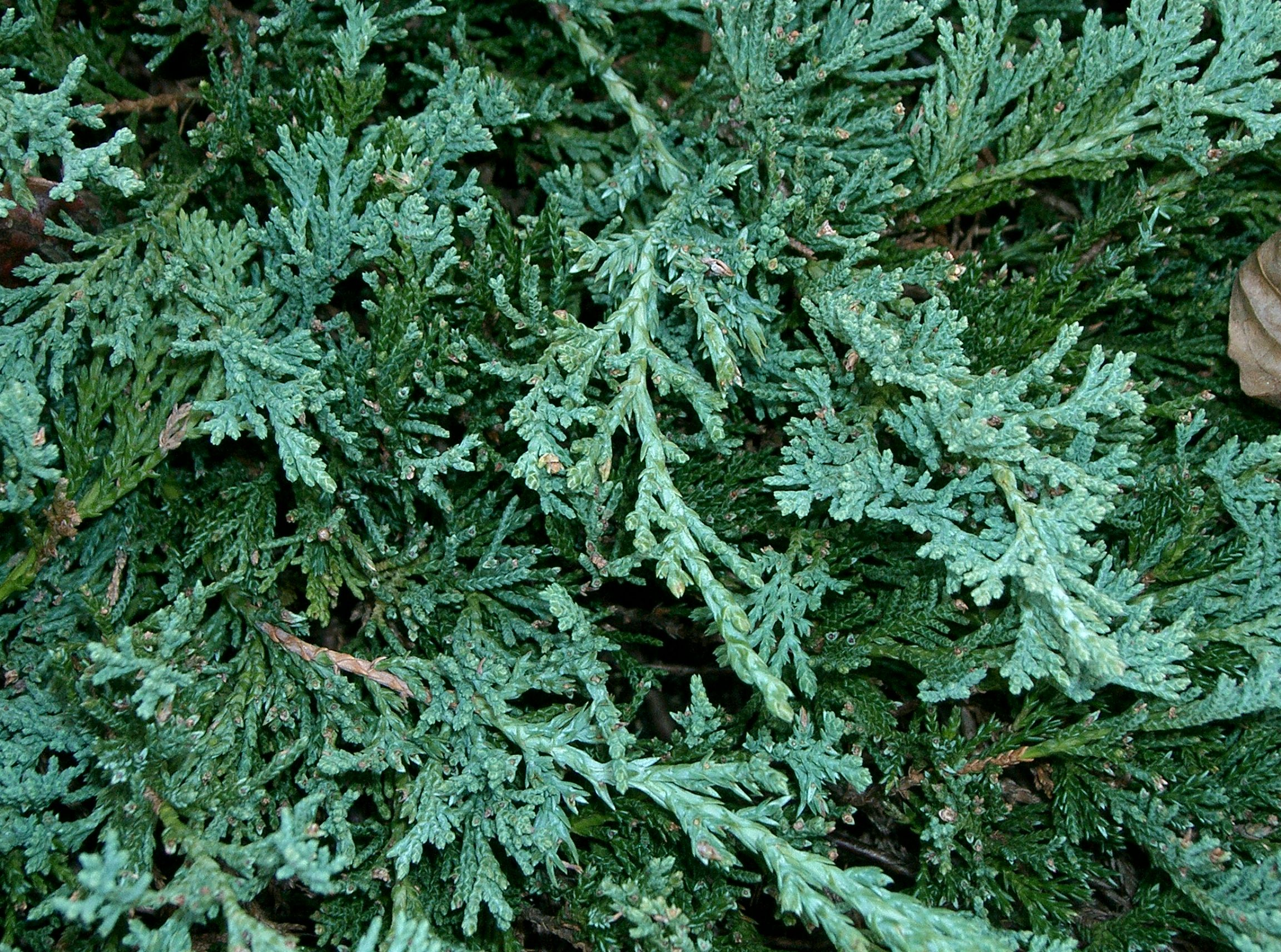
Juniperus horizontalis 'Wiltonii'

Kultivary druhu jalovec polehlý (Juniperus horizontalis)
- 'Bar Harbor' nízký, vysoký 15 - 20cm ,široký 2-4m (až 5m) modrozelená barva mladých jehlic během léta, popisován jako obklíbený kultivar.
- 'Dougalsii' nízký, 15 - 20cm (až 50cm), široký 2-4m (až 5m) modrozelená barva mladých jehlic během léta, v zimě lehce zčervená, oblíbený jako půdokryvná dřevina.

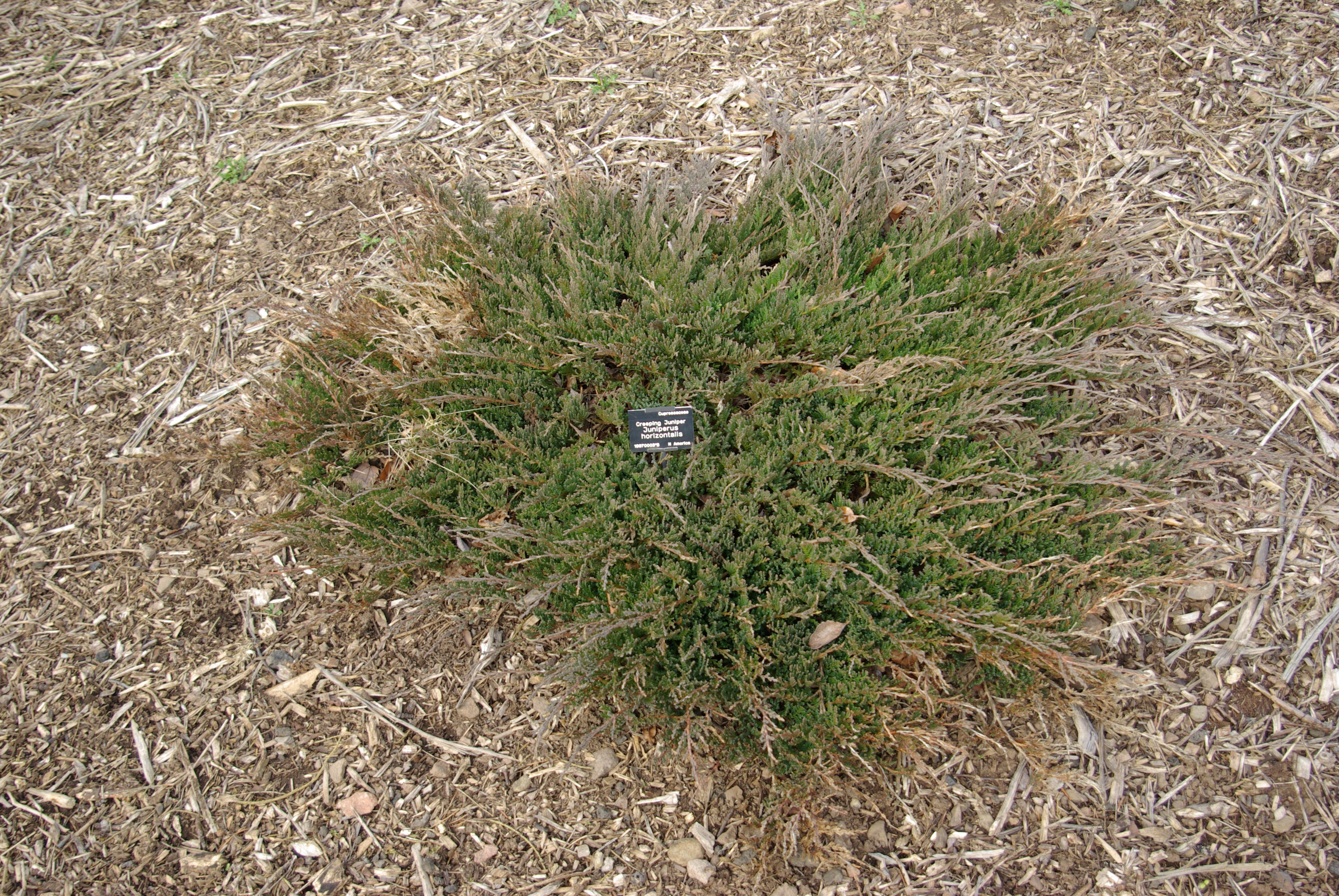
Juniperus horizontalis 'Glauca'

- 'Glauca' velmi nízký, přitisklý, výška 5- 10 (maximálně 15)cm, široký 2-4m (až 5m) modrozelená barva mladých jehlic během léta, popisován jako oblíbený jako náhrada trávníku , půdokryvná dřevina.
- 'Montana' nízký, vysoký 15 - 20 (50)cm ,široký 2-4m (až 5m) modrozelená ojíněná barva mladých jehlic, svěží vzhled, jehlice husté během léta, oblíbený kultivar.
- 'Plumosa' vysoký až 50 cm ,široký 1-4m (až 5m) , větve šikmo postavené, modrozelená barva mladých jehlic během léta, v zimě lehce červanající.

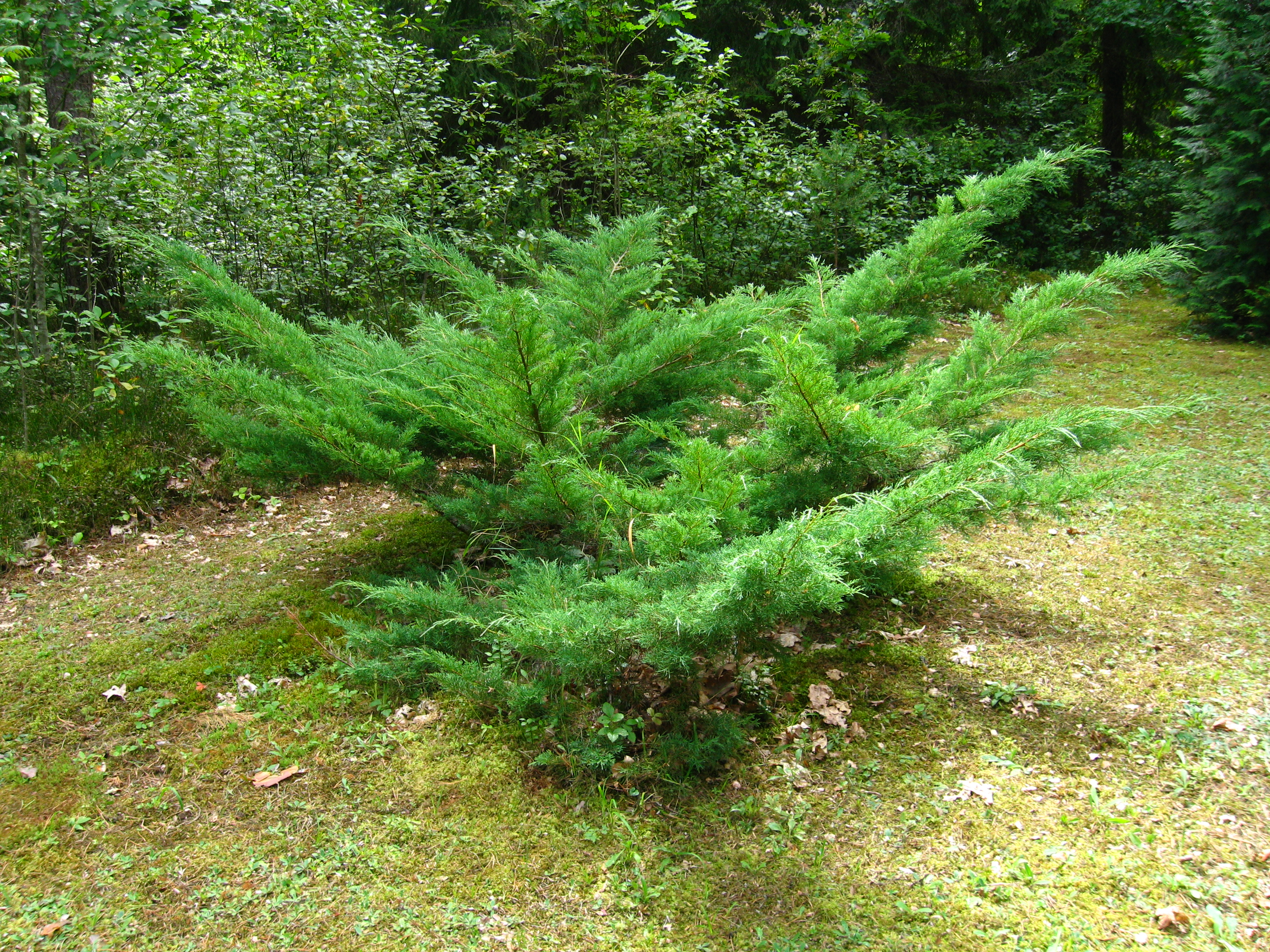
Juniperus horizontalis 'Plumosa'

- 'Wiltonii' velmi nízký, výška 5, 10 (maximálně 15)cm, široký 2-4m (až 5m) modrozelená barva mladých jehlic během léta, prakticky identický s kultivarem 'Glauca'

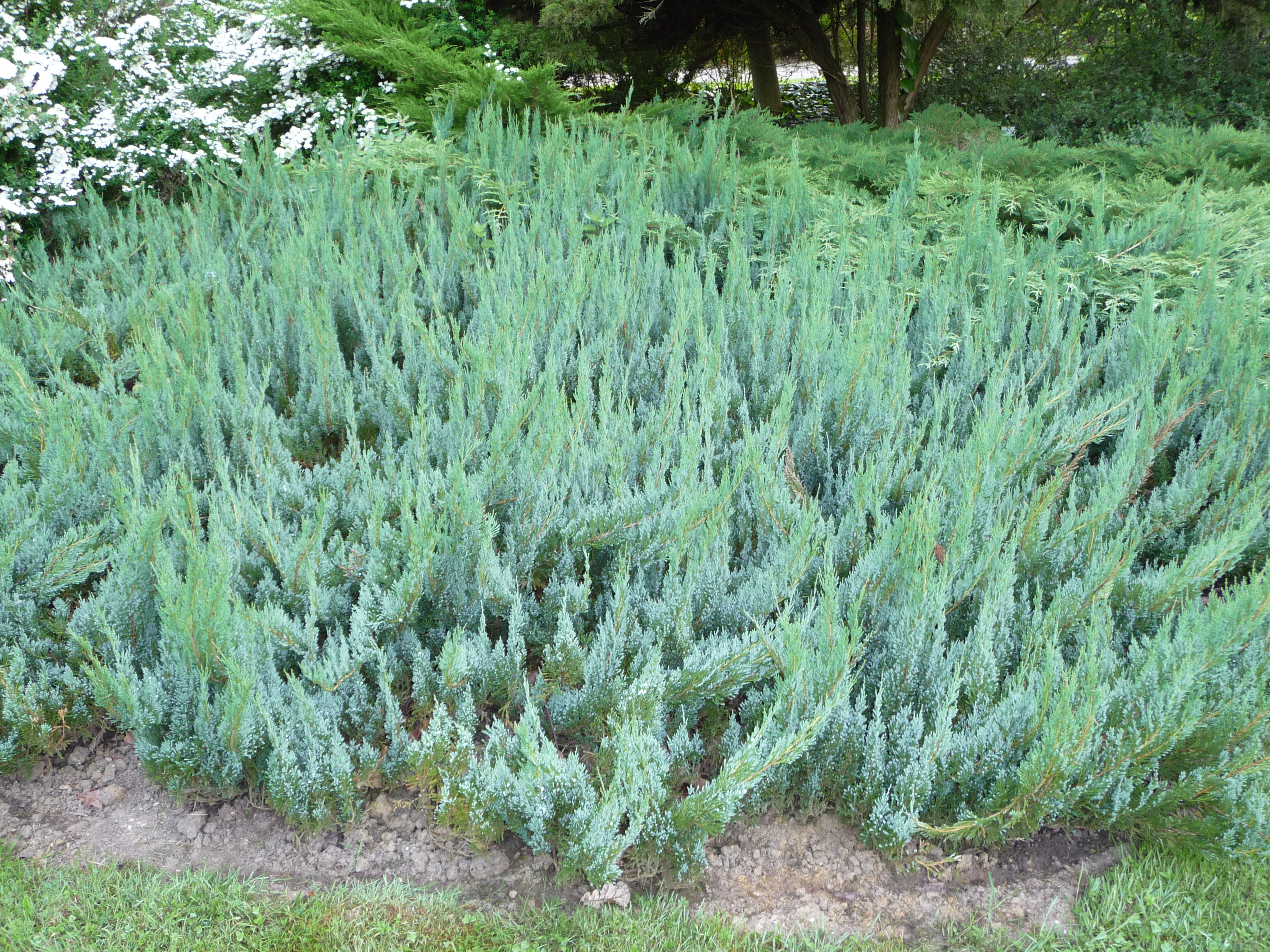
Juniperus horizontalis 'Alpina'

- 'Admirabilis'
- 'Alpina' Juniperus horizontalis 'Alpina'
- 'Andorra Compact'
- 'Blue Chip'
- 'Emerald Spreader'
- 'Emerson' Juniperus horizontalis 'Golden Carpet'
- 'Filicina'
- 'Glauca'
- 'Glomerata'
- 'Humilis'
- 'Jade Spreader'
- 'Livida'
- 'Plumosa'
- 'Procumbens'
- 'Prostrata'
- 'Pulchella'
- 'Turquoise Spreader'
- 'Variegata'
- 'Viridis'
- 'Wapiti'
- 'Wiltonii'

## Juniperus × media
Kultivary druhu jalovec prostřední (Juniperus × media)
- 'Blaauw' výška 3- 4 m, široký 0.5-1m modrozelená barva mladých jehlic během celého roku, nepravidelný, opačně kuželovitý tvar
- 'Hetzii' v mládí nízký, později středně vysoký široce silně rostoucí keř , výška 1.5- 2m (maximálně 3m), široký 2-4m (až 5m) modrozelená barva mladých jehlic, často pěstovaný, vhodný do skupin. Nehodí se do malých zahrad.
- 'Old Gold' sport Juniperus × media 'Pfitzeriana Aurea' , který má na rozdíl od původního kultivaru kompaktnější a pomalejší růst. V mládí je nízký, později středně vysoký široce rostoucí keř , výška 1.5- 2m (maximálně 3m), široký 2-4m (až 5m), žlutá a žlutozelená barva mladých jehlic je velmi dekorativní, často pěstovaný, vhodný do skupin. Lze jej použít do malých zahrad, obzvláště je li pravidelně řezán.
- 'Pfitzeriana' velmi oblíbený jehličnatý, široce rostoucí keř, výška 3- 4 m, široký 0.5-1m modrozelená barva mladých jehlic během celého roku, nepravidelný tvar, rychle roste, vhodný do přírodně krajinářských parků a větších úprav.Lze jej snadno upravovat řezem.
- 'Pfitzeriana Aurea' v mládí nízký, později středně vysoký široce silně rostoucí keř , výška 1.5- 2m (maximálně 3m), široký 2-4m (až 5m) žlutá a žlutozelená barva mladých jehlic je velmi dekorativní, často pěstovaný, vhodný do skupin. Nehodí se do malých zahrad, vhodný do přírodně krajinářských parků a větších úprav.Lze jej snadno upravovat řezem.
- 'Plumosa Aurea' středně vysoký, široce opačně kuželovitý keř, výška 3- 4 m , široký 1-1.5m jeho žlutá a žlutozelená barva mladých jehlic je velmi dekorativní.

## Juniperus procumbens
Kultivary druhu jalovec poléhavý (Juniperus procumbens)
- 'Nana' -velmi nízký, přitisklý, výška maximálně 15 cm, široký 1-3 m, modrozelená barva mladých jehlic během celého roku, půdokryvná dřevina.

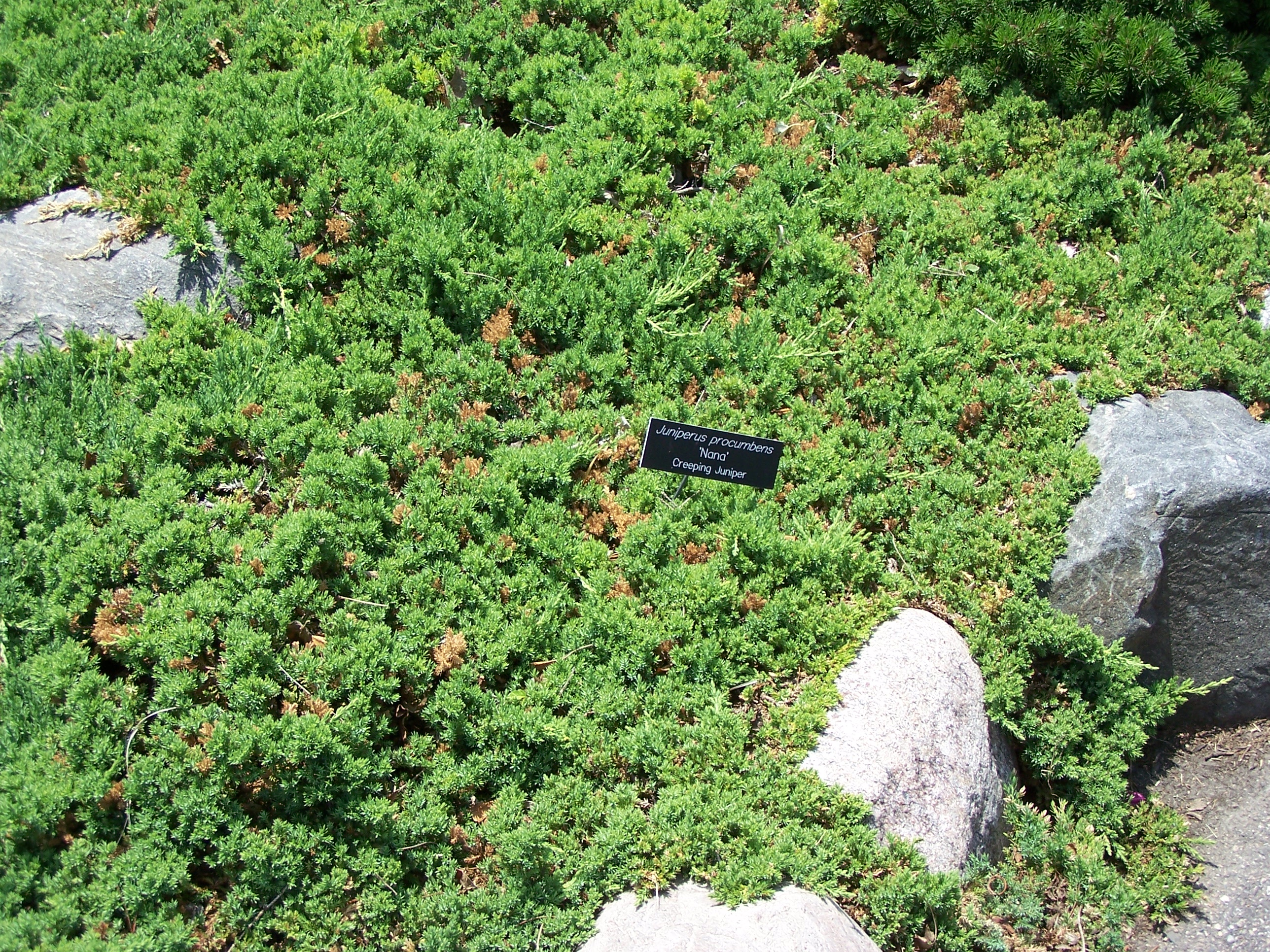
Juniperus procumbens 'Nana'

- 'Santa Rosa'

## Juniperus recurva
- 'Embley Park' široce rostoucí keř, výška 20- 30 cm, široký 2-3 m bohatě zavětvený a svěže zelený během celého roku.
- 'Castewellan'
- 'Embley Park'
- 'Nana'
- var. 'Coxii'

## Juniperus sabina
Kultivary druhu jalovec chvojka (Juniperus sabina)

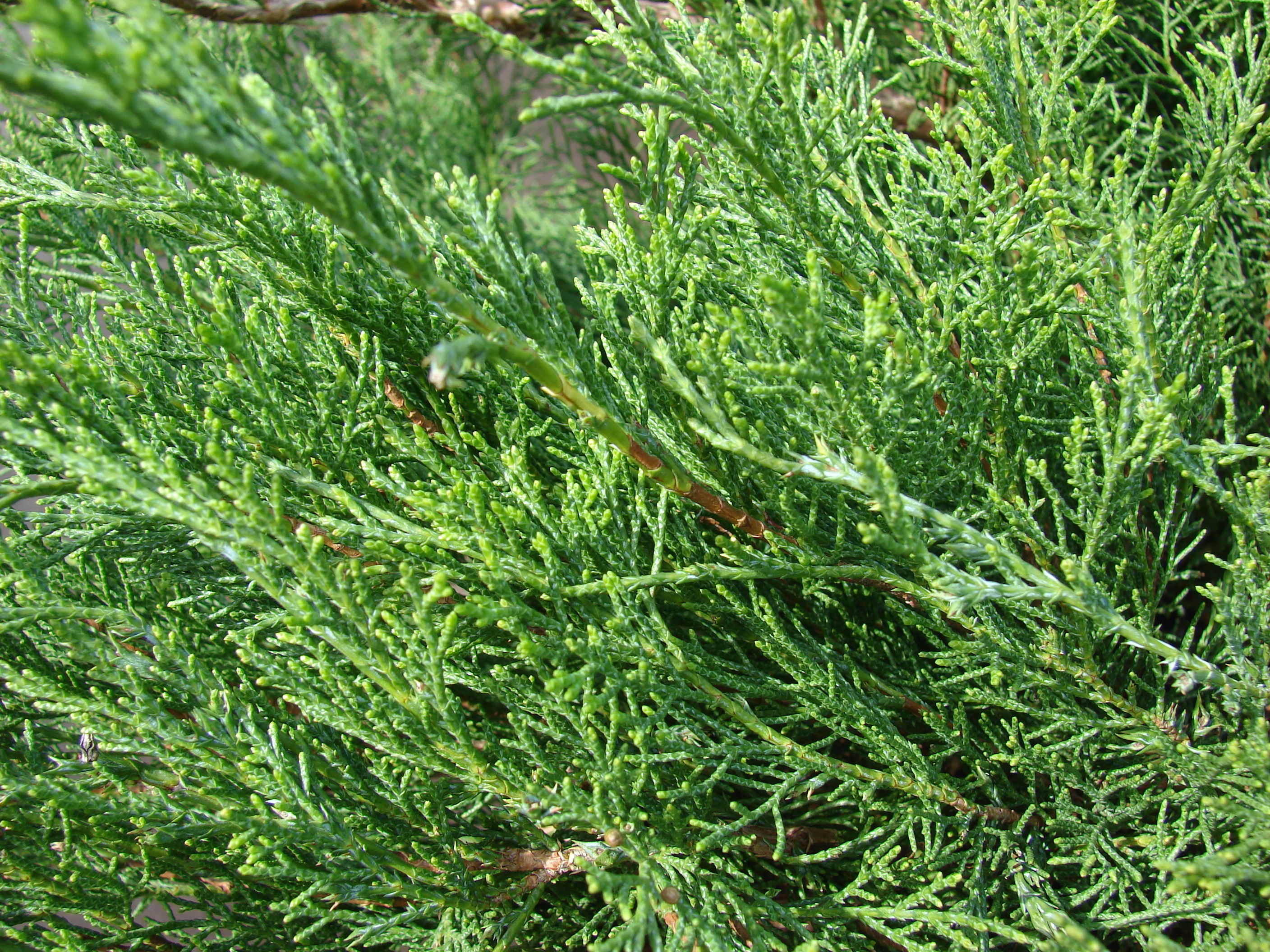
Juniperus sabina

- 'Arcadia' - široce rostoucí keř, výška 30 - 60 cm, široký 1 - 2 m. Zelená barva mladých jehlic během celého roku.
- 'Blue Danube' - široce rostoucí keř, výška 3- 4 m, široký 1-5m zelená barva mladých jehlic je naspodu šedavá, vhodný jako půdokryvná dřevina.
- 'Tamariscifolia' velmi oblíbený jehličnatý, široce rostoucí keř, výška 20 - 50 cm, široký 3 - 4 m modrozelená barva mladých jehlic během celého roku, větve rostou téměř horizntálně, keř hustě zavětvený, roste pomalu.

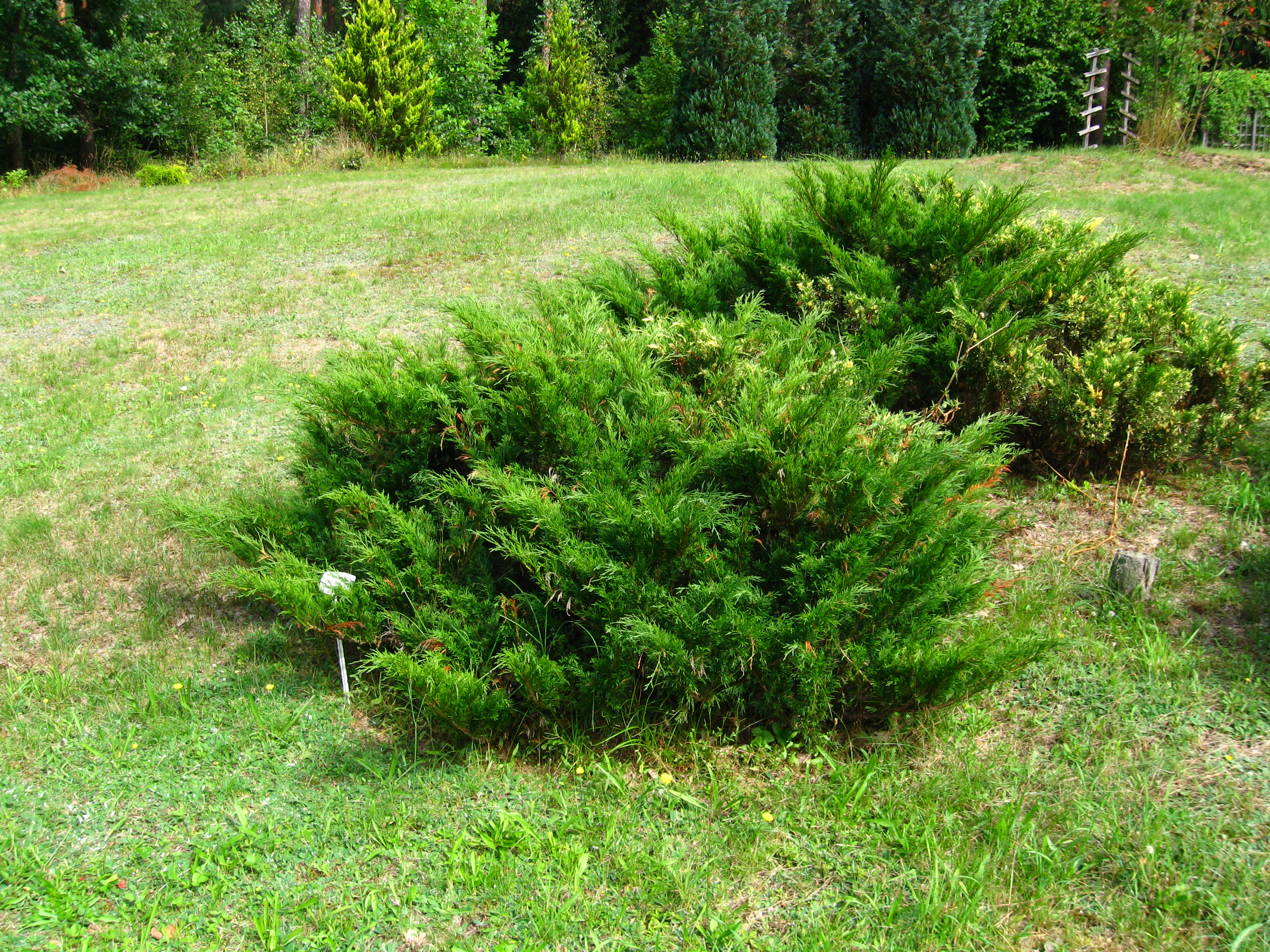
Juniperus sabina 'Variegata'

- 'Aureovariegata'
- 'Broadmoor'
- 'Cupressifolia'
- 'Erecta'
- 'Fastigiata'
- 'Femina'
- 'Hicksii'
- 'Mas'
- 'Musgrave'
- 'Scandia'
- 'Thomsen'
- 'Variegata' Juniperus sabina 'Variegata'

- 'Von Ehren'

## Juniperus scopulorum
Kultivary druhu jalovec skalní (Juniperus scopulorum)

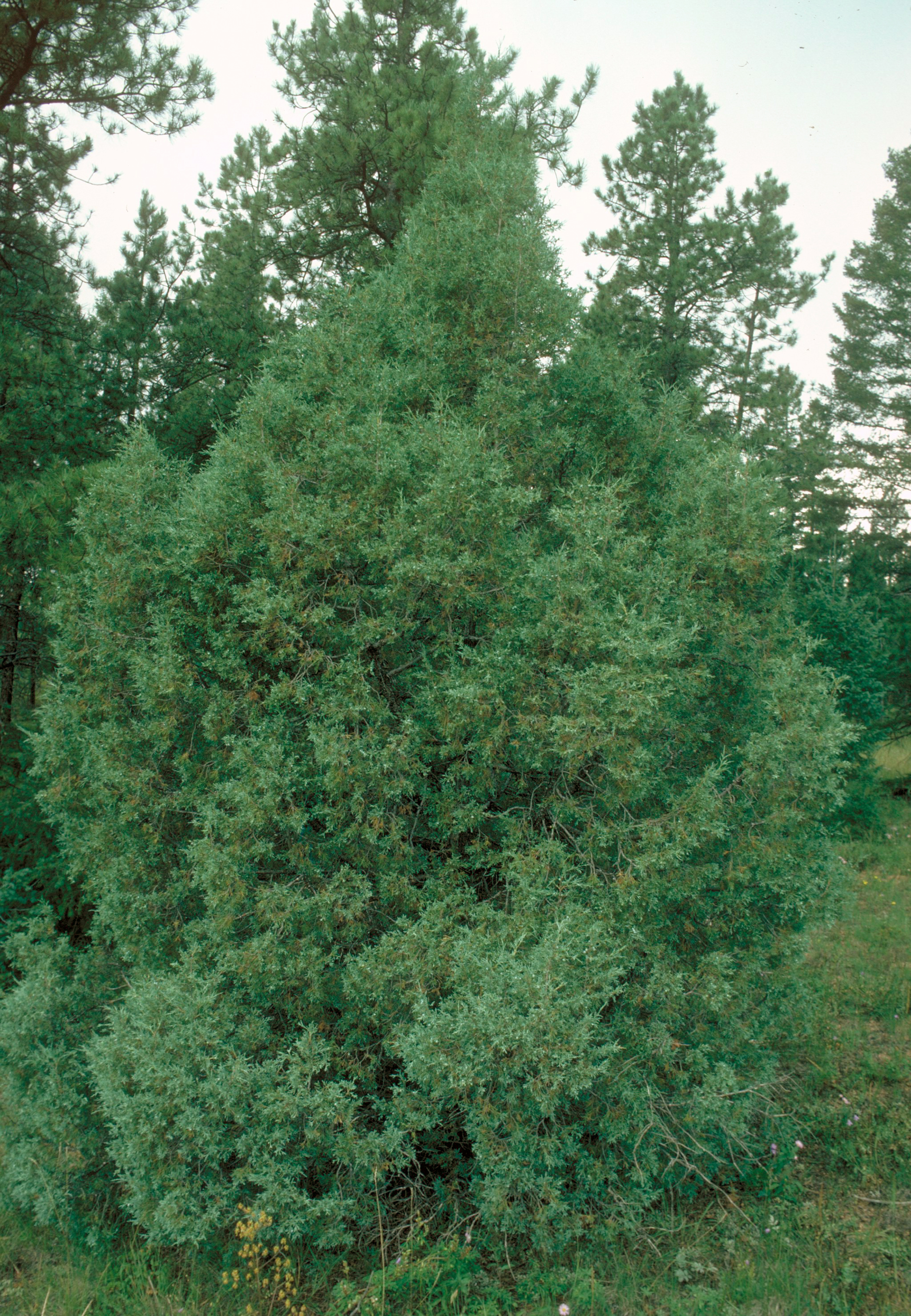
Juniperus scopulorum

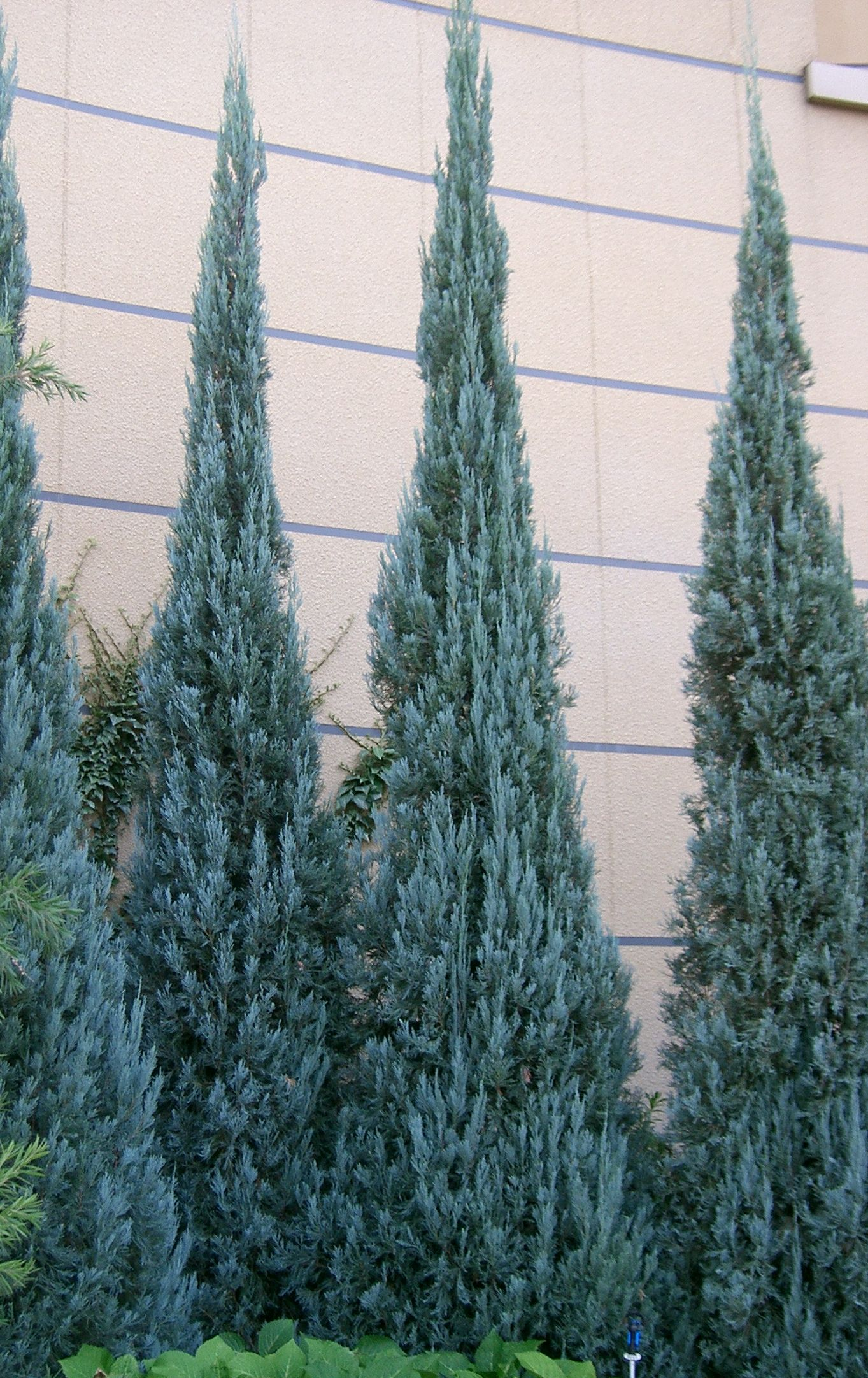
Juniperus scopulorum 'Blue Heaven'

- 'Blue Heaven'- pyramidálně rostoucí keř, výška až 5 m, široký 2 m modravá barva mladých jehlic vydrží celý rok, prodáván i pod názvem 'Blue Haven'

- 'Gray Gleam' - pyramidálně rostoucí keř, výška 5 - 6 m (také se udává 9-12 m), široký 2 - 2,5 m (3.6-4.7 m)hustější jehlice než J.s. 'Skyrocket' , v zimě je stříbřitě zelená barva atraktivnější. http://davesgarden.com/guides/pf/go/143537/
- 'Skyrocket' - úzce sloupovitě rostoucí keř, výška až 6- 7 m, široký 2 - 2,5 m modravá barva mladých jehlic vydrží celý rok. Zpočátku roste pomalu, později rychle.
- 'Springbank' - pyramidálně rostoucí keř, výška 5- 6 m, široký 2 - 2,5 m barva jehlic stříbrozelená.
- 'TableTop Blue' pyramidálně rostoucí keř , výška až 5 m, široký 1 - 2 m barva jehlic modrozelená, tenké větve.
- 'Admiral' pyramidálně rostoucí keř, výška 9-12 m, šířka 3.6-4.7 m, modravá barva mladých jehlic, starší jehlice modrozelené. http://davesgarden.com/guides/pf/go/141587/
- 'Blue Haven' synonymum 'Blue Heaven'
- 'Blue Creeper' výška 45-60 cm, šířka 1.8-2.4 m, vyžaduje plné slunce, modravá barva mladých jehlic, starší jehlice modrozelené. Vyžaduje pH půdy 6,1- 7,8 kyselé až mírně alkalické. http://davesgarden.com/guides/pf/go/189109/
- 'Chandler's Silver'
- 'Cologreen'
- 'Columnaris'
- 'Gareei'
- 'Hill's Silver'
- 'Horizontalis'
- 'Repens'
- 'Silver Star'
- 'Springbank'
- 'Viridifolia'
- 'Welchii'
- 'Wichita Blue' výška 3.6-4.7 m (4.7-6 m), šířka 4.7-6 m (6-9 m), vyžaduje plné slunce, snese polostín, jehlice mají náchech stříbrošedé. Vhodný pro xerofytní zahrady. http://davesgarden.com/guides/pf/go/141591/

## Juniperus squamata

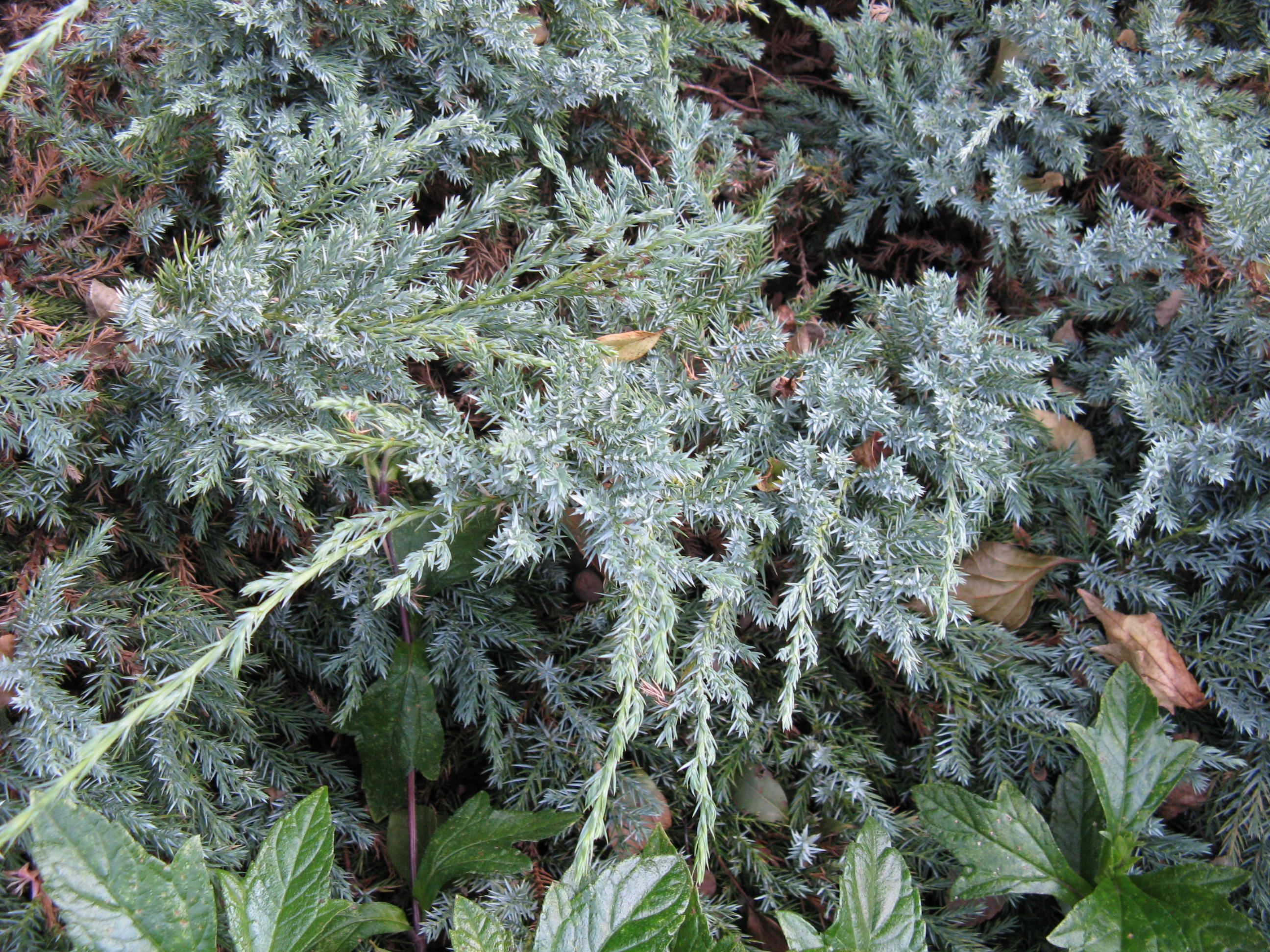
Juniperus squamata 'Blue Star'

Kultivary druhu jalovec šupinatý (Juniperus squamata)

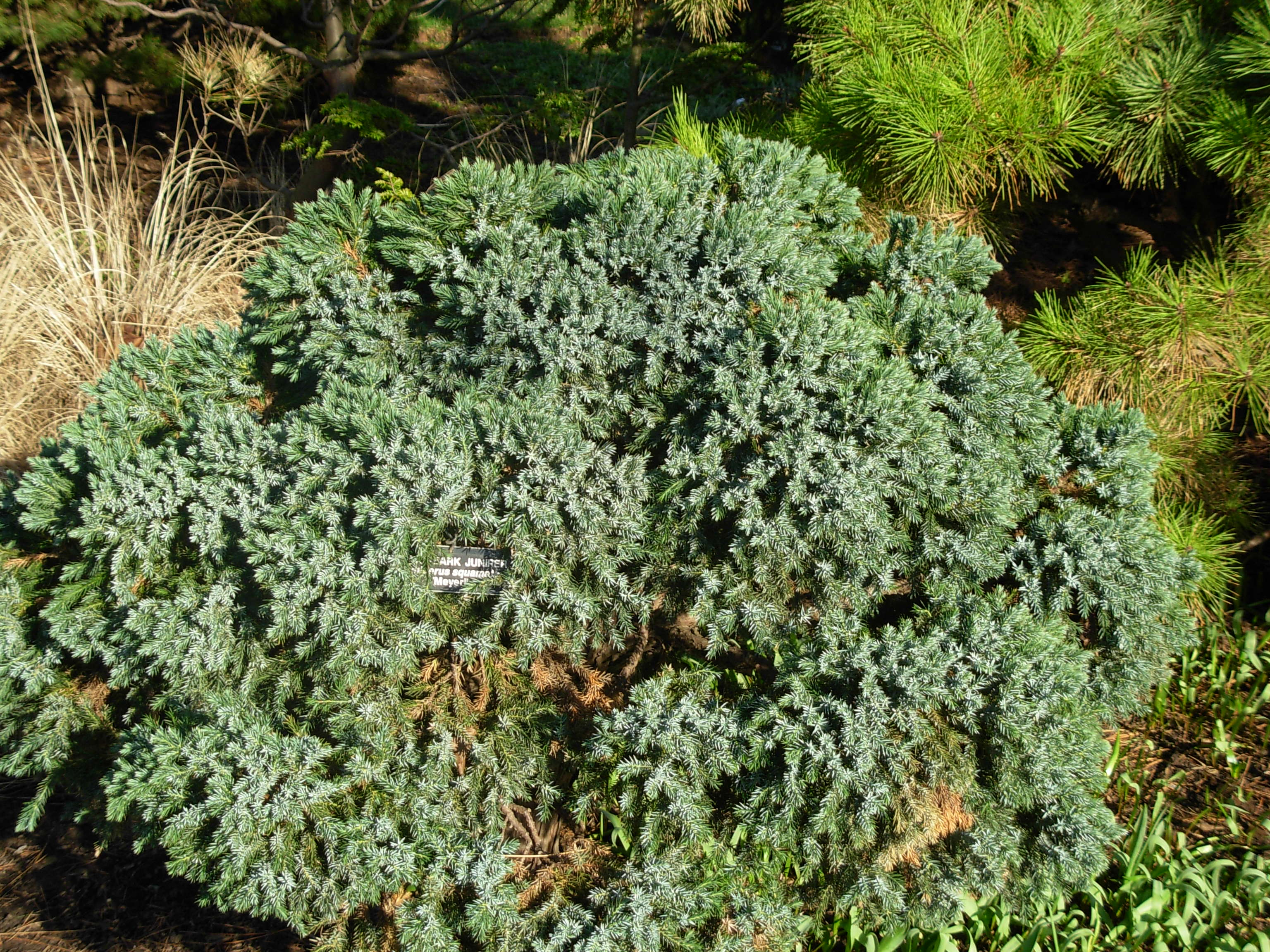
Juniperus squamata

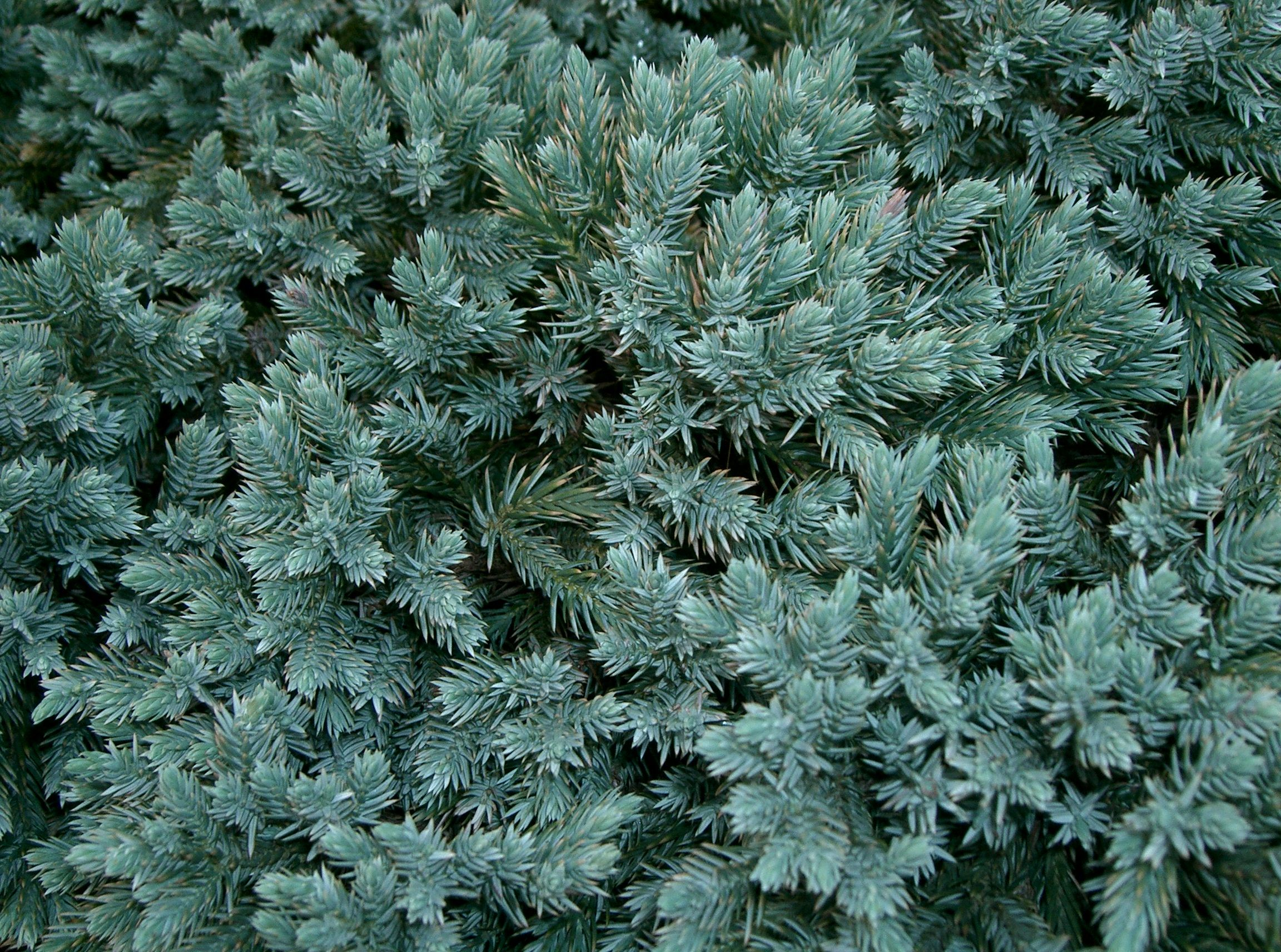
Juniperus squamata 'Blue Star'

- 'Blue Spider'
- 'Blue Star' Juniperus squamata 'Blue Star'
- 'Forestii'
- 'Glassell'
- 'Holger'
- 'Loderi'
- 'Meyeri'
- 'Prostrata'
- 'Pygmaea'
- 'Wilsonii'
- 'var. fargesii'

## Juniperus virginiana
Kultivary druhu jalovec viržinský (Juniperus virginiana)

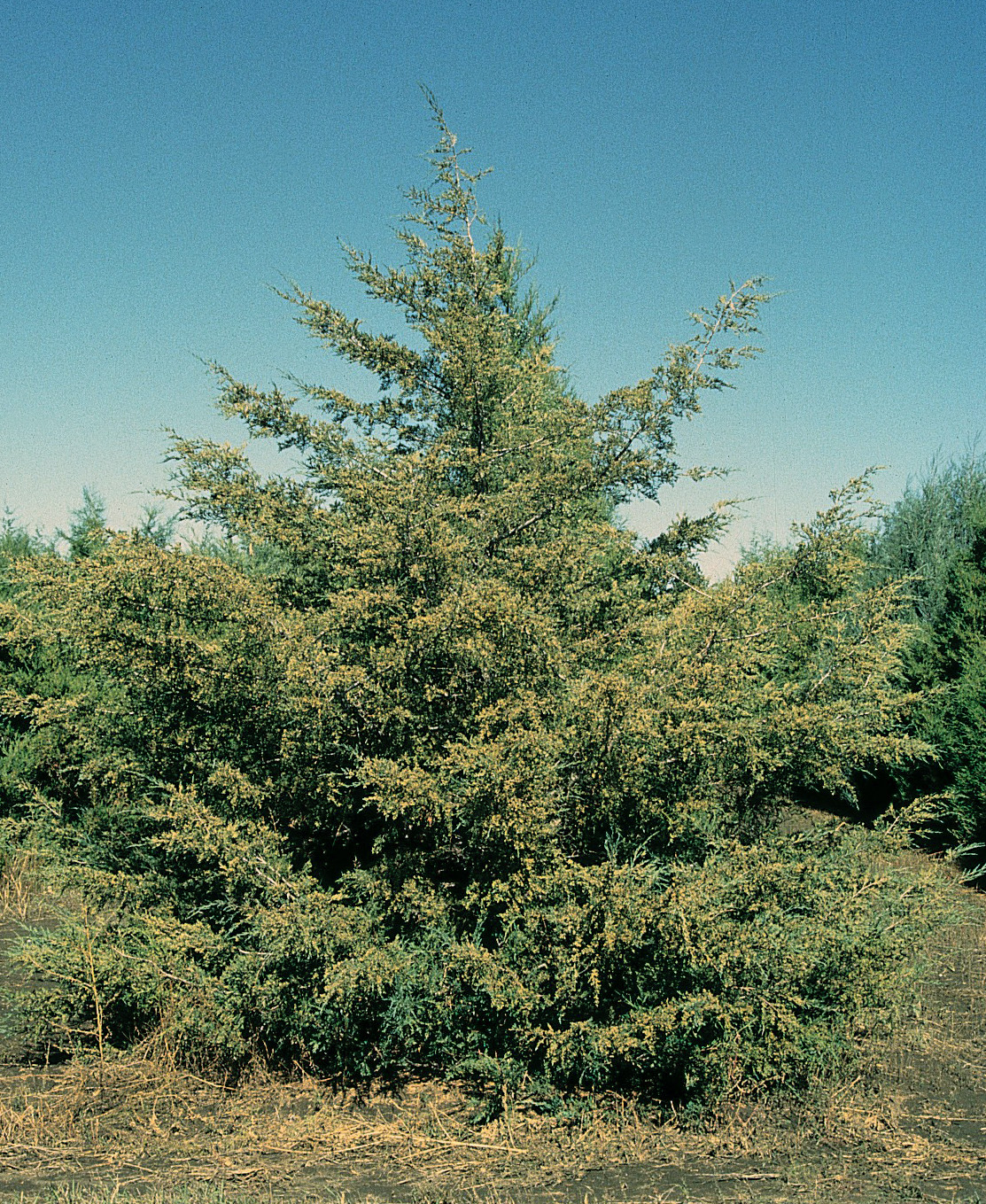
Juniperus virginiana

- 'Albospica'
- 'Boskoop Purple'
- 'Burkii'
- 'Canaertii'
- 'Chamberlaynii'
- 'Cinerascens'
- 'Cupressifolia'
- 'Elegantissima'
- 'Fastigiata'
- 'Filifera'
- 'Glauca'
- 'Glauca Pendula'
- 'Globosa'
- 'Grey Owl'
- 'Hillii'
- 'Hillspire'
- 'Kobendzii'
- 'Kobold'
- 'Manhattan Blue'
- 'Monstrosa'
- 'Nana Compacta'
- 'Pendula'
- 'Pendula Nana'
- 'Pendula Viridis'
- 'Plumosa Argentea'
- 'Pseudocupressus'
- 'Pyramidiformis'
- 'Repens'
- 'Schottii'
- 'Sherwoodii'
- 'Silver Spreader'
- 'Skyrocket'
- 'Triomphe d'Angers'
- 'Tripartita'
- 'var. crebra'